# メリケンカルカヤ
メリケンカルカヤ（米利堅刈萱、学名: Andropogon virginicus）は、イネ科メリケンカルカヤ属の雑草の一種。直立する茎には枝が多く、多数の綿毛をまとった穂が付くが、枝は主茎に寄り添い、また綿毛の穂は成熟時まで苞に包まれるので単独の茎のみのような姿で見られる。

## 特徴
直立する多年生の草本。茎は多数が基部から束になって生じ、高さ50-120cmに達する。当然ながら普通は緑色であるが、果実が熟する頃には葉まで赤褐色になり、遠目でもよくわかる。節毎に生じる葉はその基部が葉鞘となるが、この葉鞘は左右に扁平で背中側には竜骨があり、また茎の下部では互いに抱き合うように折り重なっている。葉舌は高さ0.6mmほど。葉身は長さ10-30cm、幅2-5mmだが中央の主脈で左右から2つ折りとなり、多くは茎に沿う形で直立する。
花期は10-11月。茎の上半分ほどの部分では節から出る葉が葉身を持たない鞘の部分だけの苞葉となり、その長さは数cmで、その内側に2～数本の総、つまり小穂の並ぶ軸を抱える。この軸には小穂が並んでおり、軸と小穂の柄からは多数の細くて長い綿毛が生えている。またこの軸には小穂ごとに関節があり、成熟時にはこの関節で分離し、軸の一部と小穂とがひとまとめとなって脱落し、風によって散布される。
和名はアメリカから来たカルカヤ、の意である。

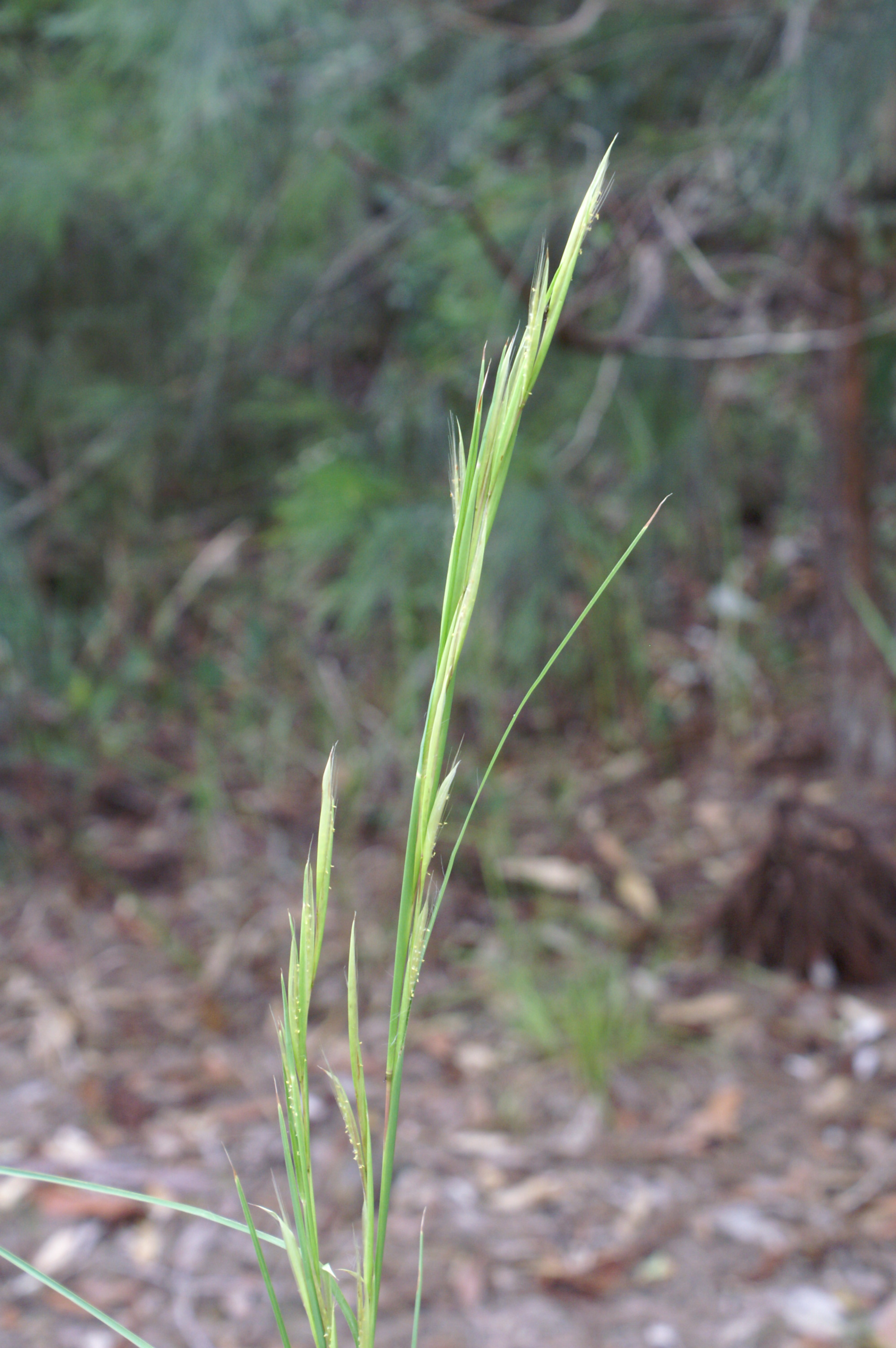
若い穂
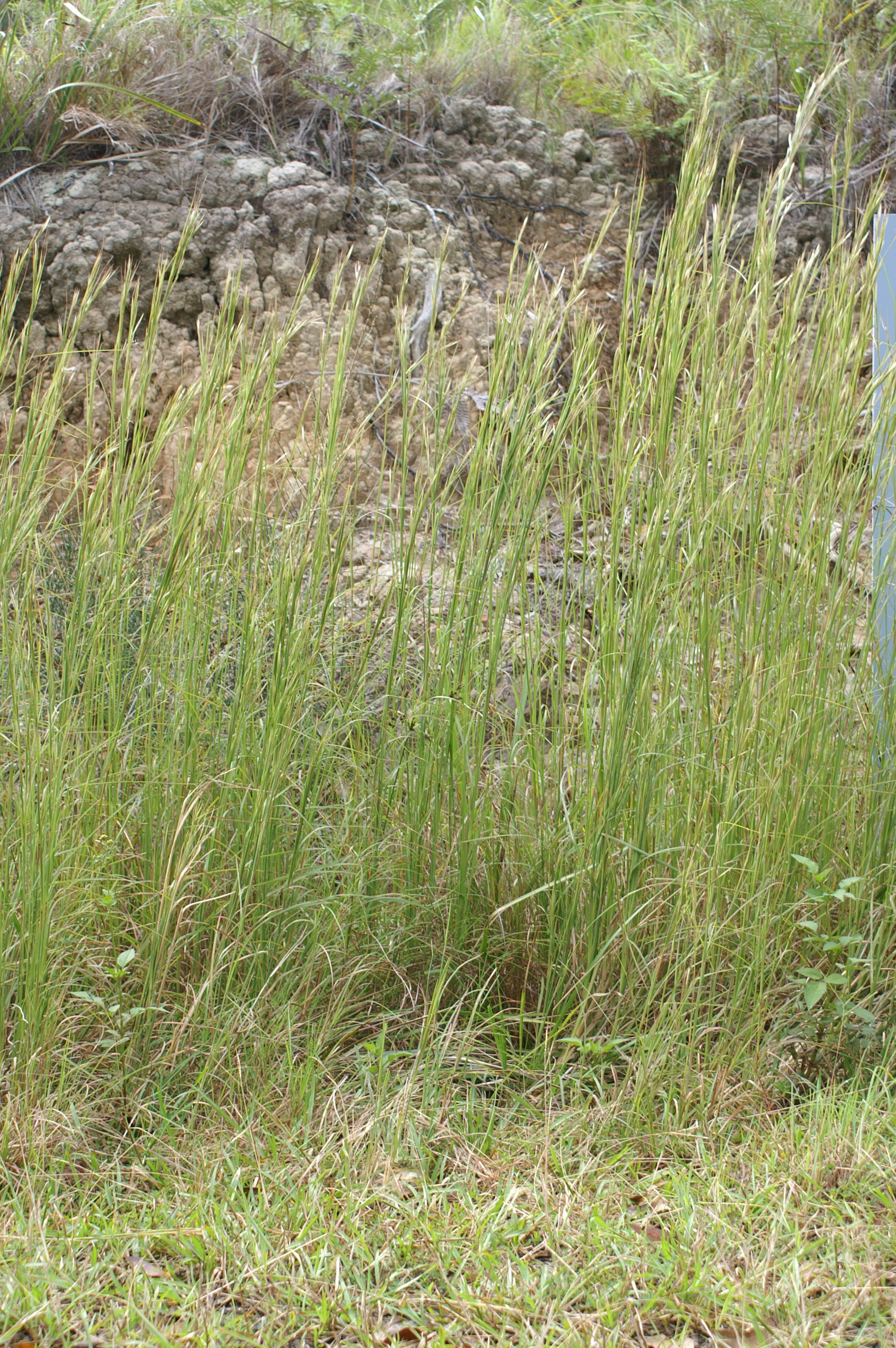
若い株
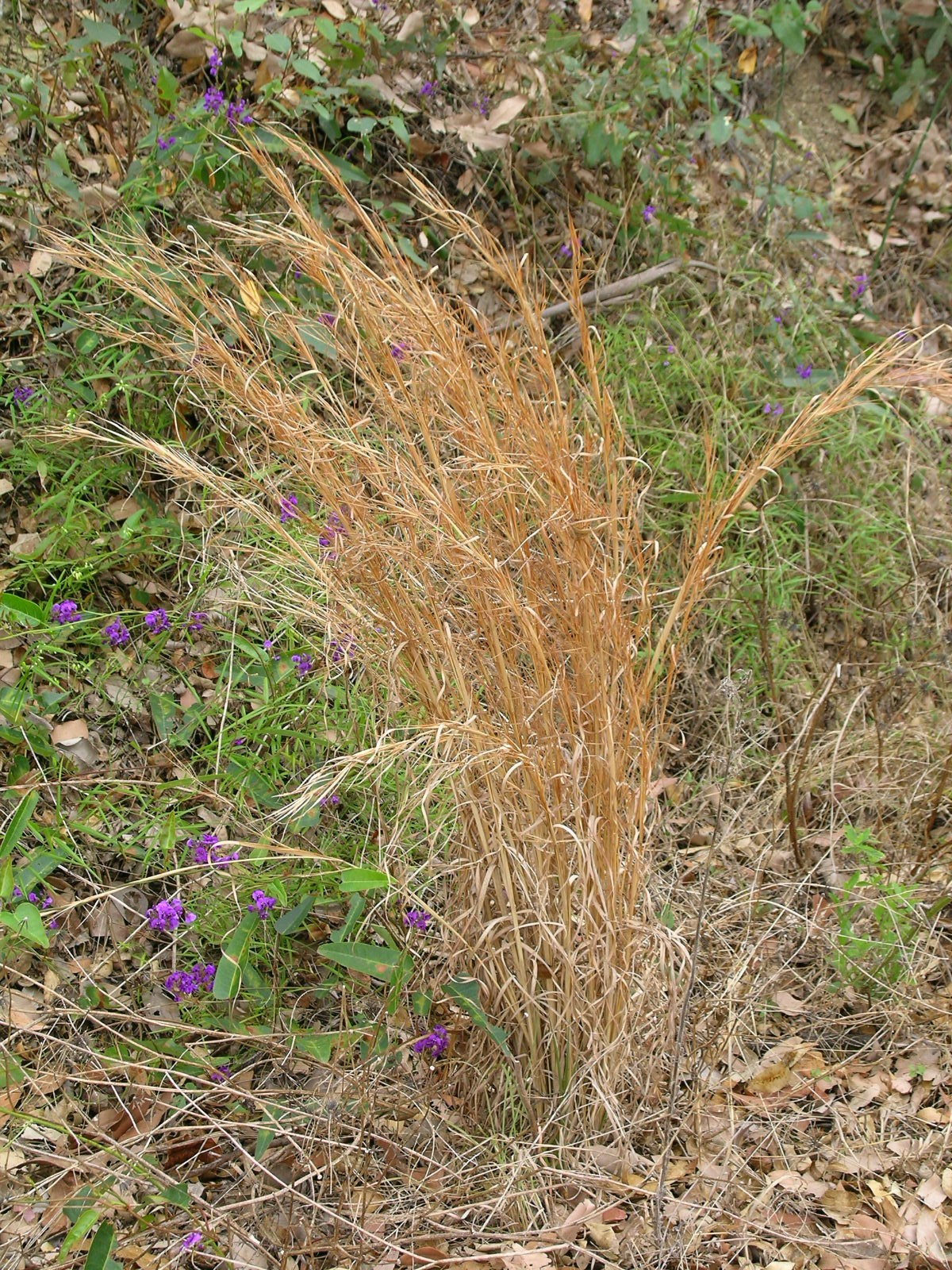
色づいた株

### 花序と小穂の詳細

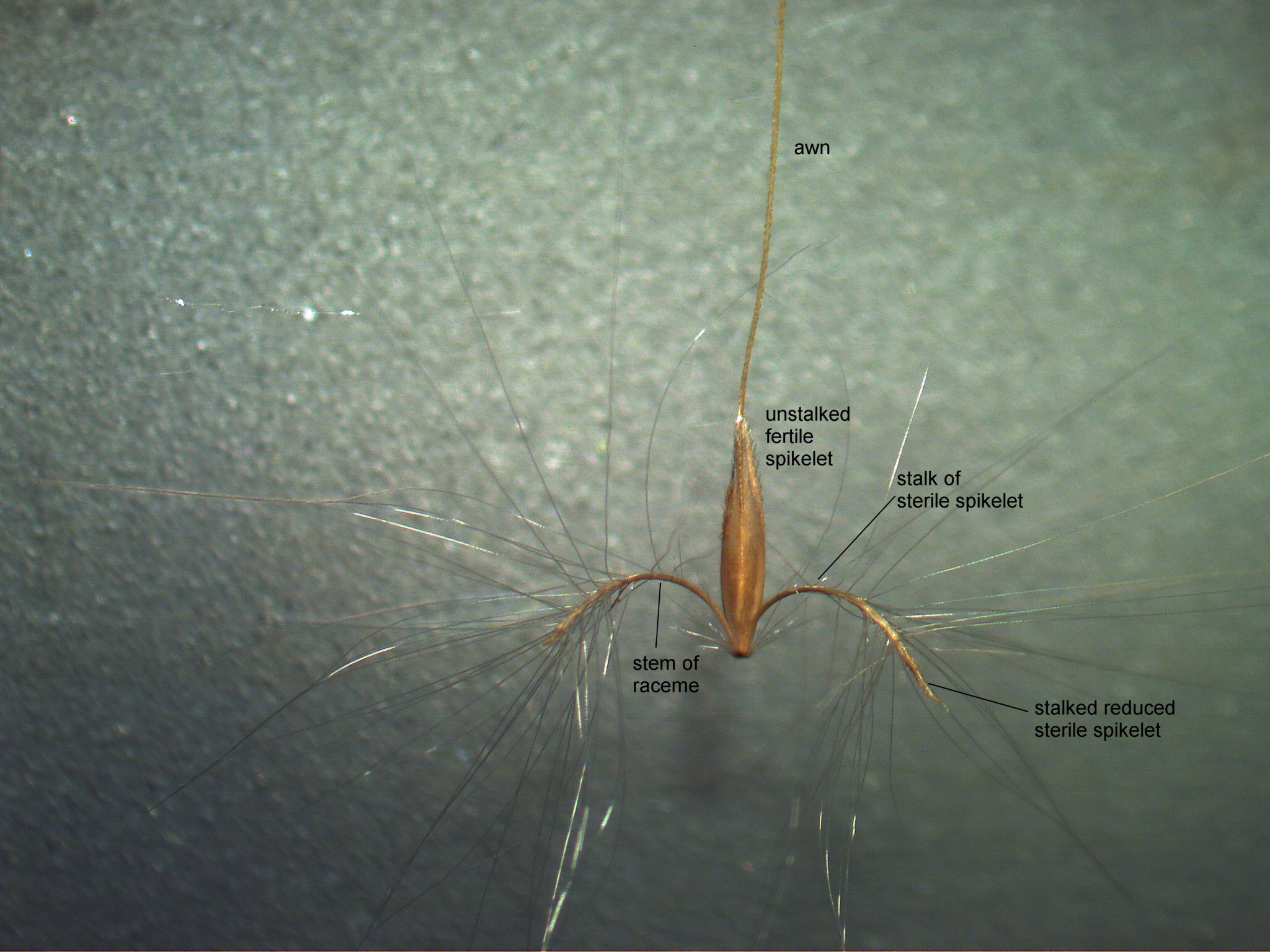
ばらばらになった穂の部分

上記のようにこの植物の花序は総の軸に小穂が並ぶ形を取るが、その細部はなかなか複雑である。まず軸に並ぶ小穂には2形があり、柄がなくてそのまま基部が主軸に接する無柄小穂と、軸から伸びる柄を持つ有柄小穂がある。有柄小穂の柄は無柄小穂の基部から出ており、この2つが1つのセットを作り、それが軸に並んでいる。このような2形の小穂が1つのセットを作るのは他にも例が多く、その場合、有柄小穂の方が種子を作らないことも多い。が、本種の場合、それが極端で、小穂そのもの、つまり頴や花の構造は全く存在せず、柄のみが存在する。つまり有柄小穂の存在はその柄だけでしか確認できない。その柄は長さ4-5mmで、無柄小穂よりやや長く、また全体に柔らかい毛が出ている。この毛は長さが8mmを越える。またこの毛は開出、つまり柄に対して直角に近い大きな角度で出ている。
無柄小穂は長さ3-4mmで、輪郭は披針形をしている。2小花からなるが、基部側の第1小花は退化して護頴のみを残し、第2小花が両性花として結実する能力を持つ。1対の包頴はほぼ同形で、質は厚く、脈は明かでない。第1小花の護頴は薄い膜質で、縁に近く細い脈が2本走る。第2小花の護頴は他の頴よりずっと小さくて膜質だがその主脈は突き出して長さ1-2cmにも達する細い芒となっており、この部分は小穂全体から突き出して伸びている。
上記のようにこの植物では総の軸の関節で折れて散布体となる。従ってそこには小穂1セット分の総の軸に無柄小穂と有柄小穂の柄が付いており、軸と有柄小穂の柄から生じる長く細い毛に覆われている。この毛が風を受け、散布体の分散に預かる。

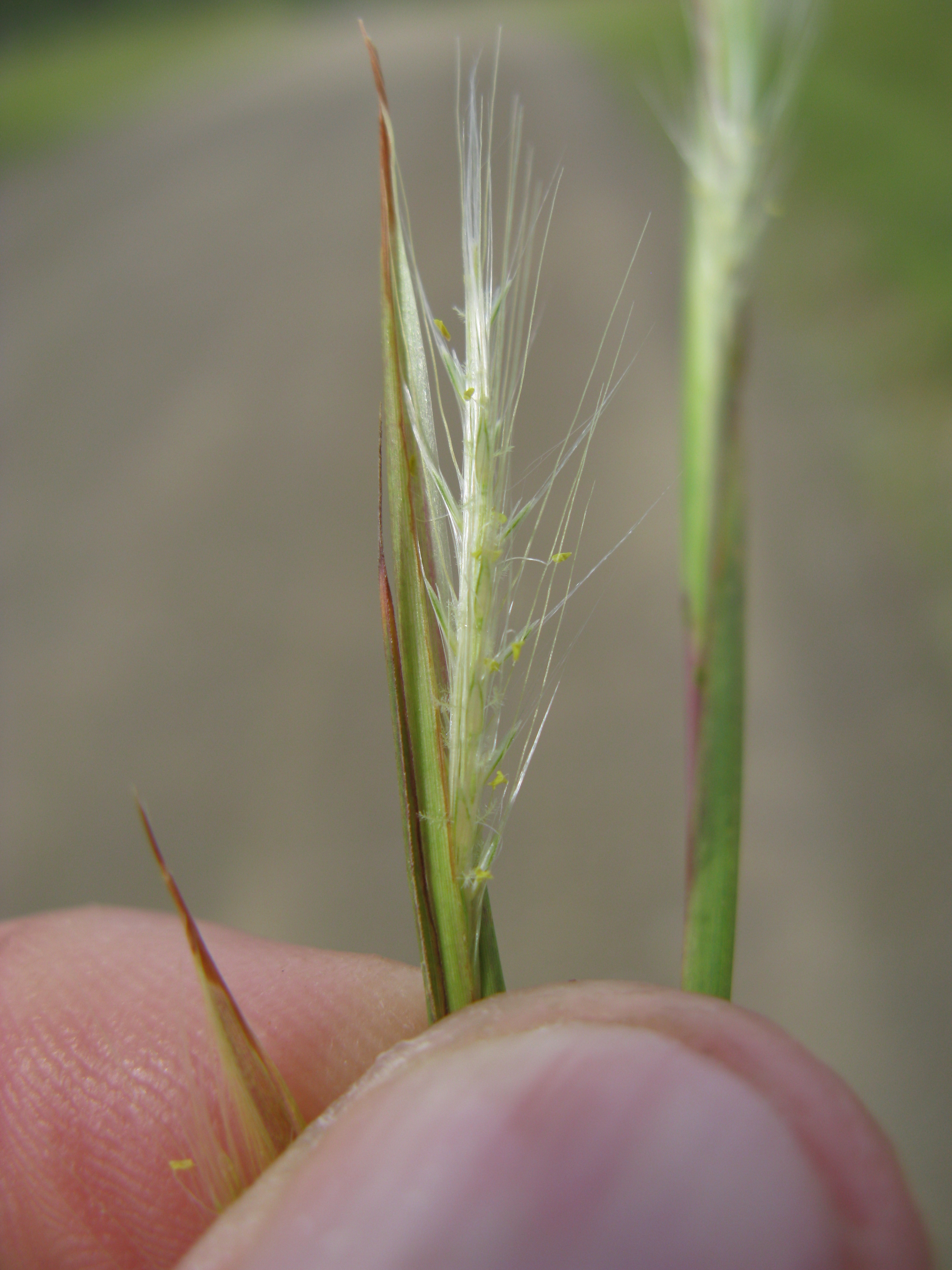
若い総を苞から出した様子
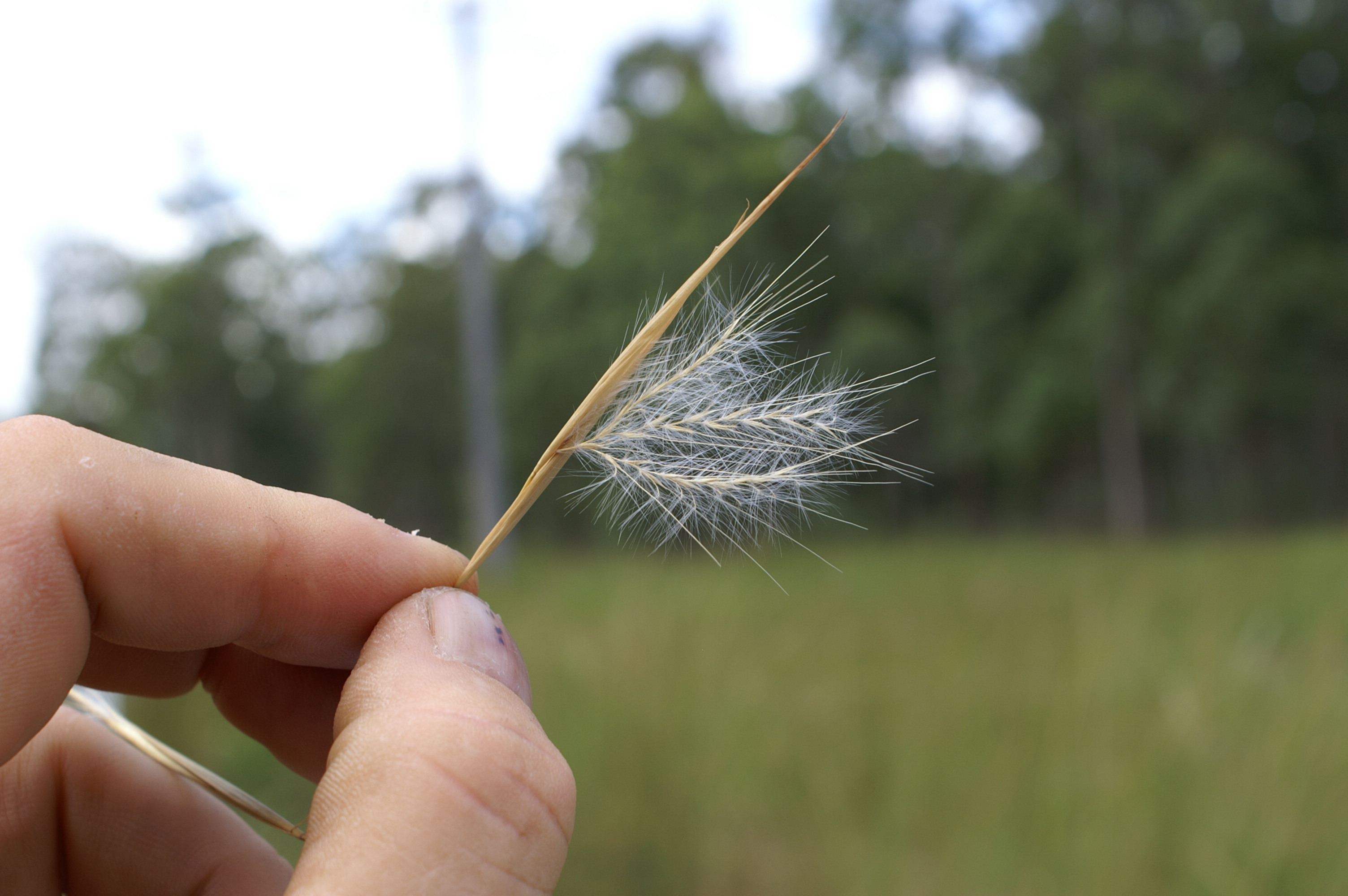
総の束
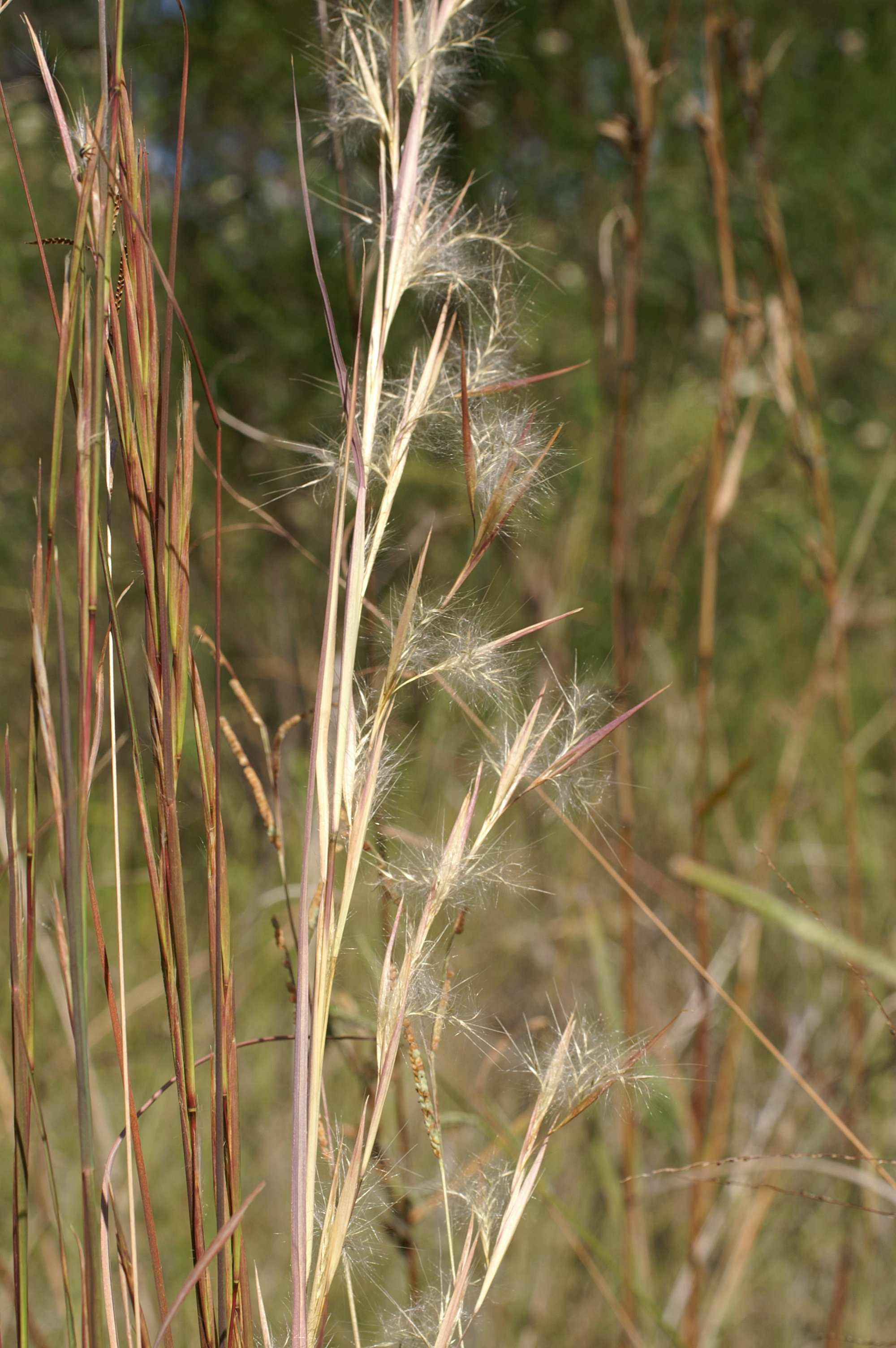
綿毛が膨らんでいる状態の穂

## 分布
原産地は北アメリカで、南アメリカ、東アジア、オーストラリア、太平洋諸島にも外来種（帰化植物）として分布する。オーストラリアなどでは侵略的な外来種として扱われている。
日本における本種の導入経路は不明だが、1940年頃に愛知県で確認され、現在では、関東地方以西に広く分布している。各地で増加しており、在来種や農作物と競争し駆逐する危険性がある。したがって、外来生物法により要注意外来生物に指定されている。
畑地、水田のあぜ、果樹園、牧草地、空き地などに発生する。

## 保全状況評価
- LEAST CONCERN (IUCN Red List Ver. 3.1 (2001))[1]

## 類似種
本種は長らくウシクサと同属と見なされ、その属名をウシクサ属とされてきたが、現在では別属とされ、ウシクサはウシクサ属 Schizachyrium に移された。現在は同属の種で日本で広く見られるものはない。
原産地である北アメリカには類似のものが他にも多いと言うが、日本では他に似たものはいない。
- フトボメリケンカルカヤ　Andropogon glomeratus

同属では他にこの種の帰化が確認されている。メリケンカルカヤに比べ、草丈が高く、小穂が多く密になっており全体的に豪壮な印象である。沿岸域の荒れ地で稀に群生している。
なお、上記のようにかつて同属とされたものにウシクサ S. brevifolium があるが、これは湿地に生える小型(背丈が15-30cm)の草であり、本種とはあまり似ていない。

## 似た名を持つもの
- メガルカヤ Themeda triandra var. japonica
- オガルカヤ Cymbopogon tortilis var. goeringii